# 法政大学大学院人文科学研究科・文学部

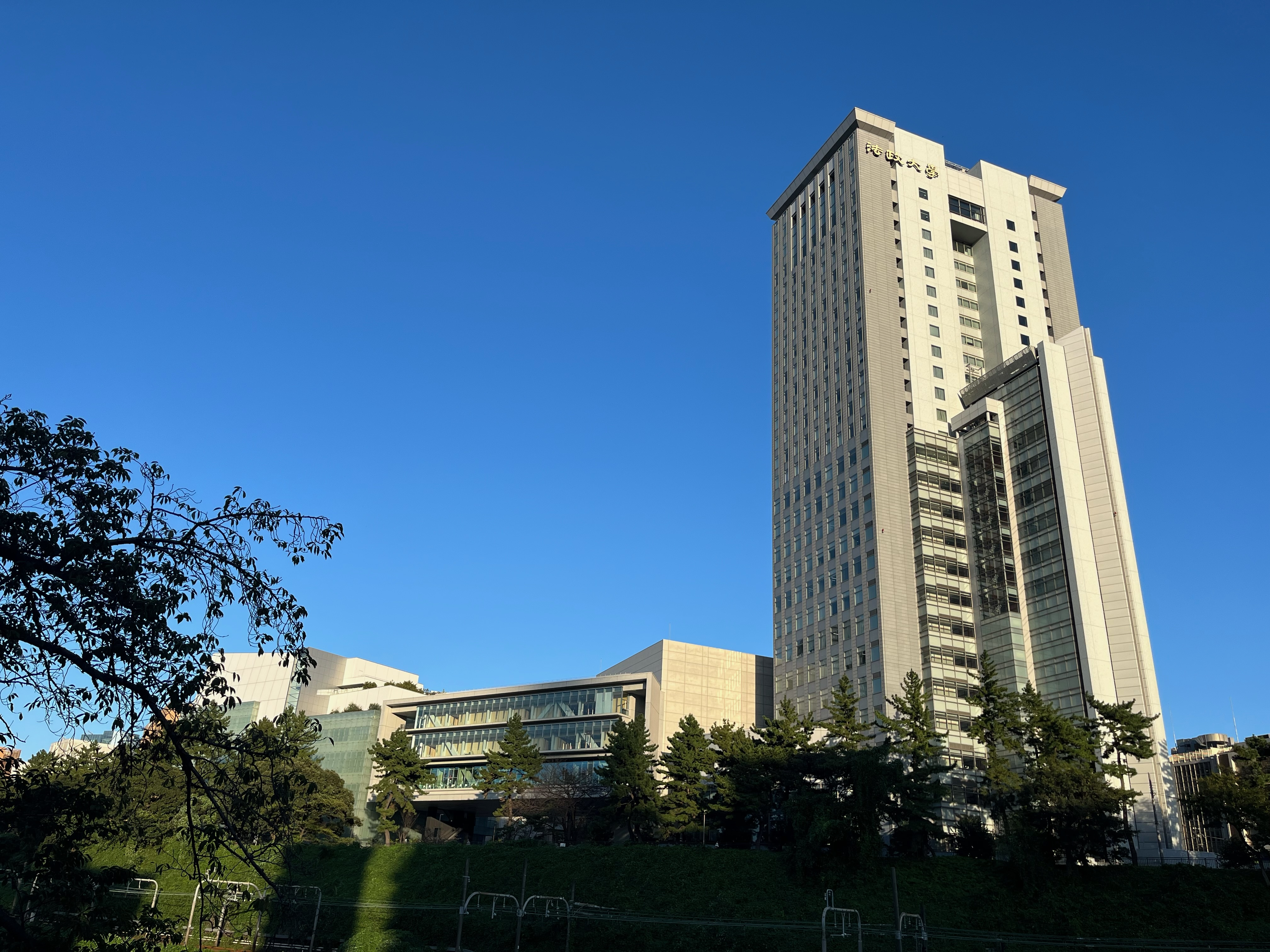
法政大学市ヶ谷キャンパス

法政大学文学部（ほうせいだいがくぶんがくぶ、英：Faculty of Letters, Hosei University）は、法政大学が設置する文学部。
法政大学大学院人文科学研究科（ほうせいだいがくだいがくいんじんぶんかがくけんきゅうか）は、法政大学が設置する大学院人文科学研究科。

## 概要
法政大学文学部の起源は、大正の新大学令により、1922年に発足した法文学部内の文学科と哲学科にある。当時、両学科は文学部と通称し、主任は学部長と呼称され、教授会も行われていた。
終戦後の1947年、文学部は哲学科・国文学科・英文学科の三学科体制で独立を果たし、また夜間学部(第二部)として国文学科・英文学科・地理歴史学科を開設した。その2年後には、第一文学部(哲学科・日本文学科・英文学科)と第二文学部(日本文学科・英文学科・史学科・地理学科)を設置して、新学制への転換を迎えた。
その後も、教育学科の増設などによる教育内容の充実化を図りつつ、『法政大学文学部紀要』の創刊、史学科と地理学科の第一部への移行、教育学科の教育学・心理学の2コースへの分割など、積極的な組織改編を実行に移してきた。また1983年には、千代田区教育委員会との共催で千代田区民大学講座「近代への架橋ー文学と歴史を考える楽しみー」、1993年には「哲学と人生」を開催し、協定を締結している千代田区との連携を深めてきた。
法政大学文学部は法学部、経営学部、国際文化学部、人間環境学部、キャリアデザイン学部、デザイン工学部、グローバル教養学部と同様に法政大学市ヶ谷キャンパスに本部が置かれている。研究室や資料室は、80年館とボアソナード・タワーに存在しており、豊富な文献や学術書、歴史的価値の高い展示物を揃えている。
現在、法政大学文学部には哲学科、日本文学科、英文学科、史学科、地理学科、心理学科の6学科が設置されている。

## 沿革
- 1922年（大正11年）- 法学部に文学科、哲学科を新設し法文学部へと改組
- 1947年（昭和22年）- 法文学部を文学部、法学部の二学部に改組、通信教育部を設置、文学部は哲学科・国文学科・英文学科の三学科体制で独立、能楽研究室を設置（のちの能楽研究所）
- 1949年（昭和24年）- 第一文学部(哲学科・日本文学科・英文学科)と第二文学部(日本文学科・英文学科・史学科・地理学科)を設置
- 1951年（昭和26年）- 大学院人文科学研究科（哲学・日本文学・英文学専攻）、社会科学研究科（経済学専攻）を設置
- 1952年（昭和27年）- 第二文学部に教育学科増設、人文科学研究科に国史学専攻（夜間）設置
- 1953年（昭和28年）- 人文科学研究所に地理学専攻（夜間）設置、大学院専用校舎53年館竣工
- 1954年（昭和29年）- 『法政大学文学部紀要』創刊、国史学専攻を日本史学専攻に改称
- 1955年（昭和30年）- 哲学・日本文学・英文学・日本史学・地理学専攻に博士後期課程設置
- 1961年（昭和36年）- 史学科・地理学科を第一部に移行
- 1969年（昭和44年）- 教育学科を教育学・心理学の2コースへ分割
- 1980年（昭和55年）- 80年館竣工
- 1983年（昭和58年）- 千代田区教育委員会との共催で千代田区民大学講座「近代への架橋ー文学と歴史を考える楽しみー」開催
- 1993年（平成05年）- 千代田区教育委員会との共催で千代田区民大学講座「哲学と人生」開催
- 2000年（平成12年）- ボアソナード・タワー竣工
- 2006年（平成18年）- 人文科学研究科に心理学専攻を設置、人文科学研究科国際文化専攻を改組し、国際文化研究科国際文化専攻を設置
- 2011年（平成23年）- 国際日本学インスティテュートが改組転換し、人文科学研究科に設置。人文科学研究科日本史学専攻を史学専攻へ改称、人文科学研究科日本文学専攻に文芸創作研究プログラムを設置
- 2019年（令和元年）- 人文科学研究科国際日本学インスティテュートと上海外国語大学日本文化経済学院との共同学位（ダブル・ディグリー）プログラム開設

## 学部・学科

### 文学部
- 哲学科[7]
- 日本文学科[8]
- 英文学科[9]
- 史学科[10]
- 地理学科[11]
- 心理学科[12]

## 大学院
人文科学研究科
- 哲学専攻（修士課程、博士後期課程）[13]
- 日本文学専攻（修士課程、博士後期課程）[14]
- 英文学専攻（修士課程、博士後期課程）[15]
- 史学専攻（修士課程、博士後期課程）[16]
- 地理学専攻（修士課程、博士後期課程）[17]
- 心理学専攻（修士課程、博士後期課程）[18]
- 国際日本学インスティテュート（修士課程、博士後期課程）[19]

## 学部長
- 小倉淳一[20]

## 関連施設
- ボアソナード・タワー
- 80年館
- 法政大学大学院棟

## 交通アクセス
〒102-8160 市ヶ谷キャンパス（東京都千代田区富士見2-17-1）
- 【JR線】 JR中央・総武緩行線：市ケ谷駅または飯田橋駅下車徒歩10分
- 【地下鉄線】 都営地下鉄新宿線：市ケ谷駅下車徒歩10分
- 【地下鉄線】 東京メトロ有楽町線：市ケ谷駅または飯田橋駅下車徒歩10分
- 【地下鉄線】 東京メトロ東西線：飯田橋駅下車徒歩10分
- 【地下鉄線】 東京メトロ南北線：市ケ谷駅または飯田橋駅下車徒歩10分
- 【地下鉄線】 都営地下鉄大江戸線：飯田橋駅下車徒歩10分

## 著名な出身者

### 政界・軍事・経済界
- 城義臣 -（元参議院議員、実業家）
- 金子恵美 - （衆議院議員、元参議院議員、福島県伊達市議会議員）
- 山本拓 -（元衆議院議員、農林水産副大臣）
- 山田司郎 -（宮城県名取市長）
- 菊池汪夫 -（元山形県村山市長）
- 上原公子 -（元東京都国立市長）
- 佐藤弥斗 -（神奈川県座間市長）
- 三宅義信 - (元陸上自衛官・陸将補、自衛隊体育学校長。第18回東京オリンピック、第19回メキシコシティーオリンピック、重量挙げ金メダリスト。)
- 西村金一 - (元陸上自衛官・1等陸佐、陸上自衛隊幹部学校戦略教官室副室長、軍事・情報戦略研究所所長、軍事評論家)
- 熊崎俊二郎 - （北日本銀行元頭取・会長）
- 武内博文 - (ラクオリア創薬社長)
- 工藤雅康 - (高千穂あまてらす鉄道社長、ノンフィクション作家高山文彦)
- 山崎光雄 - （西武百貨店元社長、パルコ元会長、福武書店（現・ベネッセコーポレーション）元会長、相談役）
- 宮嶋宏幸 - （ビックカメラ副会長、元社長）
- 佐々木徳久 - （ロイヤルホスト社長）
- 草間政一 - （新日本プロレス社長）
- 丸山正雄 - (MAPPA会長、マッドハウス元社長）
- 中畑義愛 - （電通元社長）
- 佐藤俊夫 - （新潮社元会長）
- 布川角左衛門 - （筑摩書房元代表取締役、栗田出版販売元会長、普連土学園元理事長、菊池寛賞受賞）
- 藤田親昌 - （文化評論社元社長・中央公論社編集部長、横浜事件に連座）
- 原四郎 - （読売新聞社元副社長、日本記者クラブ初代理事長、菊池寛賞、世界報道自由ヒーロー賞）
- 山下孝一（幼児活動研究会創業者・社長、大和学園理事長）

- 大塚朝之 - （猿田彦珈琲創業者、社長）

### 宗教
- 鞭木由行 - （牧師、聖書学者、聖書宣教会校長）

### 文芸

#### 小説家・歌人・詩人
- 寒川光太郎 - （小説家、『密猟者』第10回芥川賞受賞）
- 倉光俊夫 - （小説家、『連絡員』第16回芥川賞受賞）
- 石川利光 - （小説家、『春の草』第25回芥川賞受賞）
- 藤沢周 - （小説家、『ブエノスアイレス午前零時』第119回芥川賞受賞）
- 安藤鶴夫 - （小説家、『巷談本牧亭』第50回直木賞受賞）
- 宮地佐一郎 - （小説家、直木賞候補、日本文藝家協会会員）
- 原田種雄 - （小説家、『闘銭記』第1回九州文学賞小説部門受賞、勲五等双光旭日章受章）
- 藤田富士男 - （作家、新風舎文庫本大賞-復刊部門-を受賞）
- 白崎秀雄 - （作家、美術評論家）
- 長谷川四郎 - （作家、翻訳家、『長谷川四郎作品集』第23回毎日出版文化賞受賞）
- 竹田真砂子 - （作家、『十六夜に』オール讀物新人賞、『白春』第9回中山義秀文学賞受賞）
- 飯嶋和一 - （作家、『汝ふたたび故郷へ帰れず』文藝賞、『始祖鳥記』中山義秀文学賞、『出星前夜』大佛次郎賞受賞）
- 葉治英哉 - （小説家、『（またぎ）物見隊顛末』第1回松本清張賞受賞）
- 月本裕 - （小説家、『今日もクジラは元気だよ』第1回坊っちゃん文学賞大賞受賞）
- 山下武 - （作家、演出家、柳家金語楼は父、芝浦工業大学教授）
- 風巻絃一 - （小説家）
- 小野寺史宜 - （小説家、第86回オール讀物新人賞を受賞、『ROCKER』第3回ポプラ社小説大賞優秀賞受賞）
- 中野実 - （作家、芸術祭賞受賞）
- 瀬戸良枝 - （作家、『幻をなぐる』第30回すばる文学賞受賞）
- 伊東恒久 - （作家）
- こずかた治 - （小説家、コピーライター）
- 山平重樹 - （小説家、フリーライター）
- 中川文人 - （作家、編集者、実業家）
- 森田雄蔵 - （作家、『はがゆい男』で芥川賞候補、『料亭の息子』等）
- 年森瑛 - （作家、第127回文學界新人賞）
- 早瀬乱 - （推理作家、『三年坂 火の夢』第52回江戸川乱歩賞受賞）
- 司凍季 - （日本の推理作家、1991年に『からくり人形は五度笑う』でデビュー）
- 大石圭 - （ホラー小説作家、デビュー作『履き忘れたもう片方の靴』で第30回文芸賞佳作受賞）
- 高田侑 - （ホラー小説作家、2003年『裂けた瞳』で第4回ホラーサスペンス大賞受賞）
- 平山夢明 - （ホラー小説作家、『独白するユニバーサル横メルカトル』日本推理作家協会賞短編部門賞、2007年度『このミステリーがすごい!』国内部門一位、『ダイナー』第28回日本冒険小説協会大賞、第13回大藪春彦賞を受賞）
- 奈須きのこ - （SF作家・ライトノベル作家、代表作は『空の境界』、『Fate/stay night』）
- 有間カオル - （小説家、『太陽のあくび』第16回電撃小説大賞メディアワークス文庫賞受賞）
- 宮乃崎桜子 - （小説家、『斎姫異聞』第5回ホワイトハート大賞受賞）
- 椋鳩十 - （児童文学作家、国際アンデルセン賞国内賞受賞）
- 高橋忠治 - （児童文学作家、第13回塚原健二郎文学賞・第9回新美南吉児童文学賞受賞）
- 遠藤寛子 - （児童文学作家、1974年に『算法少女』サンケイ児童出版文化賞受賞）
- 山口理 - （児童文学作家、日本児童文学者協会会員、日本ペンクラブ会員）
- 漆原智良 - （児童文学作家、NHK放送記念祭賞受賞。第45回児童文化功労賞受賞）
- 吉橋通夫 - （児童文学作家、作家、 第29回日本児童文学者協会賞、第43回野間児童文芸賞）
- 髙山文彦 - （作家・大宅壮一ノンフィクション賞・講談社ノンフィクション賞受賞）
- 前間孝則 - （ノンフィクション作家）
- 石村博子 - （ノンフィクション作家、ルポルタージュ作家）
- 三枝浩樹 - （歌人）
- 猪股静弥 - （歌人、帝塚山短期大学名誉教授）
- 晋樹隆彦 - （歌人、ながらみ書房社長、第18回若山牧水賞受賞）
- 浅沼璞 - （俳人、日本大学芸術学部教授）
- 冨士原清一 - （詩人、シュールレアリスム運動を代表する詩人）
- 川口敏男 - （詩人）
- 阿部岩夫 - （詩人、『不覇者』で第15回小熊秀雄賞、『ベーゲェット氏』で高見順賞受賞）
- 岩佐東一郎 - （詩人、「アマリリス」、「よろこびの歌」作詞者）
- 鈴木比佐雄 - （詩人、出版社コールサック社創業者、日本現代詩人会理事）
- 藤原定 - （詩人、『環』で1980年現代詩人クラブ受賞）
- 渡辺めぐみ (詩人) - （詩人、第24回、第28回日本詩人クラブ新人賞受賞）
- 申石艸 - （韓国の詩人、韓国詩人協会元会長）
- 糸井重里 - （コピーライター、シナリオライター、代表作は『MOTHER』）

#### 評論家
- 小笠原賢二 - （文芸評論家）
- 小田切秀雄 - （文芸評論家、法政大学名誉教授、1988年『私の見た昭和の思想と文学の五十年』毎日出版文化賞受賞）
- 小原元 - （文芸評論家、法政大学教授）
- 池島重信 - （文芸評論家、法政大学名誉教授）
- 池田雄一 - （文芸評論家、東北芸術工科大学教授）
- 鈴木斌 - （文芸評論家）
- 黒古一夫 - （文芸評論家、筑波大学名誉教授）
- 立石伯 - （文芸評論家、法政大学文学部教授）
- 梶木剛 - （文芸評論家、元弘前学院大学教授）
- 菊田均 - （文芸評論家）
- 杉田俊介 - （文芸評論家）
- 丸川哲史 - （文芸評論家、明治大学教授）
- 安田武 - （評論家）
- 金子ヒロム - （音楽評論家）
- 赤木かん子 - （児童文学評論家）
- 長谷川潮 - （児童文学評論家、『児童文学のなかの障害者』で日本児童文学者協会賞受賞）
- 南雲道雄 - （文芸評論家、『こころのふるさと良寛』等）
- 河上英一 - （演劇評論家）
- 長谷川鉱平 - （文芸評論家、元長野大学教授）
- 金晋燮 - （韓国の文芸評論家、成均館大学校教授）
- 山際素男 - （インド文化研究者、翻訳家）
- 小林健治 - （編集者、にんげん出版代表）
- 中込重明 - （落語・講談研究者）
- 鈴木淳史 - （クラシック音楽評論家）
- 鈴村裕輔 - （野球史研究家）
- 高嶋雄三郎 - （医療研究家、『主治医』編集長）
- 藤田富士男 - （演劇研究家）
- 遠藤哲夫 - （エッセイスト）

#### 脚本家
- 花田十輝 - （脚本家、『STEINS;GATE』、『日常』、『中二病でも恋がしたい！』、『ラブライブ!』、『とある科学の超電磁砲S』、『Fate/stay night』等多数）
- 吉田玲子 - （脚本家、『猫の恩返し』、『映画 聲の形』、『カレイドスター』、『けいおん!』、『ガールズ&パンツァー』、『ドラゴンボールZ』等多数）

### 芸能
- 古今亭志ん橋 (7代目) - （落語家）

### 研究
- 田中優子 - （江戸文学者、法政大学第19代総長、名誉教授）
- 入江春行 - （文学者、元大谷女子大学教授）
- 熊谷孝 - （文学者、国立音楽大学名誉教授）
- 笠原淳 - （近代文学者、元法政大学文学部教授、小説家）
- 勝又浩 - （近代文学者、法政大学名誉教授、1974年群像新人文学賞評論部門受賞）
- 藤村耕治 - （近代文学者、法政大学文学部教授）
- 斎藤英喜 - （日本文学者、佛教大学教授）
- 阪下圭八 - （日本文学者、東京経済大学名誉教授）
- 島村幸一 -（日本文学者、立正大学教授）
- 杉本圭三郎 - （日本文学者、法政大学名誉教授）
- 高橋俊夫 - （日本文学者、元清和女子短期大学教授）
- 深沢秋男 - （日本文学者、昭和女子大学名誉教授）
- 坂本勝 - （上代文学者、法政大学文学部教授）
- 岩崎武夫 - （日本中世文学者、元東京医科歯科大学・千葉経済大学教授）
- 中込重明 - （日本近世・近代文学者）
- 大和田茂 - （日本近代文学者、法政大学非常勤講師）
- 相馬庸郎 - （日本近代文学者、神戸大学教授）
- 長谷川啓 - （日本近代文学者、城西短期大学教授）
- 竹嶋清治 - （日本現代文学者、元愛知教育大学名誉教授）
- 武石彰夫 - （仏教文学者、高知大学教授）
- 柿沼孝子 - （アメリカ文学者、立正大学名誉教授）
- 原成吉 - （アメリカ文学者、獨協大学教授）
- 宮崎昭威 - （イギリス文学者、中央大学名誉教授）
- 吉岡栄一 - （イギリス文学者、文芸評論家、東京情報大学教授）
- 石川登志夫 - （フランス文学者、元神奈川県立外語短期大学教授）
- 蛯原徳夫 - （フランス文学者、大阪市立大学名誉教授）
- 片岡美智 - （フランス文学者、京都外国語大学名誉教授）
- 桝田啓三郎 - （フランス文学、東京都立大学 (1949-2011)名誉教授）
- 池島重信 - （哲学者、文芸評論家、名誉教授）
- 奥田和夫 - （哲学者、法政大学文学部教授）
- 片山善博 - （哲学者、日本福祉大学教授）
- 菅沢龍文 - （哲学者、法政大学文学部教授）
- 滝口清栄 - （哲学者、法政大学非常勤講師）
- 戸谷洋志 - （哲学者、関西外国語大学准教授）
- 福田定良 - （哲学者、法政大学元文学部教授）
- 牧野英二 - （哲学者、法政大学文学部教授、日本カント協会会長・日本ディルタイ協会会長）
- 森村修 - （哲学者、現象学、法政大学国際文化学部教授）
- 澤田直 - （フランス哲学者、立教大学教授）
- 鈴木由加里 - （フランス哲学者、現代文化論研究、評論家）
- 小栗純子 - （宗教学者）
- 弓山達也 - （宗教学者、東京工業大学教授）
- 渡辺章悟 - （仏教学者、東洋大学教授）
- 昆政明 - （民俗学者、神奈川大学国際日本学部教授）
- 中村生雄 - （民俗学者、元大阪大学教授、学習院大学教授）
- 湯本豪一 - （民俗学者、川崎市市民ミュージアム学芸員、学芸室長）
- 石井正敏 - （歴史学者、中央大学教授、元東京大学助教授）
- 樋口秀雄 - （歴史学者、元東京国立博物館図書室長）
- 片桐一男 - （歴史学者、青山学院大学名誉教授、『阿蘭陀通詞の研究』で角川源義賞受賞）
- 白川部達夫 - （歴史学者、東洋大学教授）
- 立花雄一 - （歴史学者、法政大学教授、法政大学大原社会問題研究所所員）
- 友常勉 - （歴史学者、東京外国語大学国際日本研究センター講師）
- 松尾章一 - （歴史学者、法政大学名誉教授）
- 松田博 - （社会思想史学者、立命館大学名誉教授）
- 佐々木利和 - （文化人類学者、北海道大学特任教授）
- 関根久雄 - （文化人類学者、筑波大学教授）
- 小倉淳一 - （考古学者、法政大学文学部教授、学部長）
- 越田吉郎 - （金沢大学大学院医学系研究科教授、医学博士）
- 加藤勝行 - （理学療法士、帝京平成大学教授、仙台青葉学院短期大学教授）
- 山舩 晃太郎 - （水中考古学者）
- 麻生繁樹 - （学校法人麻生学園創立者、元理事長）
- 久保田信之 - （教育学、前学習院女子大学教授）
- 田島政人 - （教育者、アキシマクジラの化石の発見者）
- 平島成夫 - （教育者、元高松短期大学教授）
- 村野井仁 - （教育者、東北学院大学教授）
- 石津谷治法 -　（教育者、全日本吹奏楽連盟理事長）

　　　　そのほかの出身者、卒業生及び関係者については「法政大学の人物一覧」を参照されたい